# Астеропа
Астеропа (дав.-гр. Ἀστερόπη) — одна з Плеяд.